# الحلقة التجريبية (أصدقاء)
الحلقة التجريبية، أو التي تُعرف بالأسماء «عندما بدأ كل شيء»، و«عندما يصبح لدى مونيكا شريكة سكن»، و«الحلقة الأولى»، هي افتتاحية مسلسل السيت كوم (كوميديا الموقف) الأميركي فريندز (الأصدقاء)، الذي عُرض لأول مرة على تلفزيون هيئة الإذاعة الوطنية (إن بي سي) في 22 سبتمبر عام 1994. كتب السيناريو مؤسسا المسلسل، ديفيد كرين ومارتا كاوفمان، وأخرجه جيمس بوروس. تقدم الحلقة التجريبية ستة أصدقاء يعيشون ويعملون في مدينة نيويورك، تنام مونيكا (كورتني كوكس) مع بائع نبيذ بعد موعدهما الأول، وتنصدم عندما تعلم أنه خدعها كي ينام معها. شقيق مونيكا، روس (ديفيد شويمر)، مكتئب بعد انتقال زوجته السابقة مثلية الجنس من شقتهما. تنتقل صديقة مونيكا من المدرسة الثانوية، رايتشل (جينيفر أنيستون)، للعيش مع مونيكا بعد هروبها من زفافها، ويقدم لها أصدقاء مونيكا، جوي وتشاندلر وفيبي (مات لوبلان، وماثيو بيري، وليزا كودرو)، الدعم والنصيحة.
وضع كرين وكاوفمان فكرتهما الأصلية في شبكة «إن بي سي» في ديسمبر عام 1993. أُعجبت «إن بي سي» بالفكرة وتكفلت بإعداد نص كامل، والذي قُدم في مارس عام 1994. بدأت تجارب اختيار الممثلين للأدوار الستة الرئيسية قبل الانتهاء من النص؛ قام 75 ممثل وممثلة بتجارب الأداء للأدوار. صُوّرت الحلقة التجريبية في الرابع من مايو عام 1994 من قبل استوديوهات شركة وارنر برذرز في بربانك بولاية كاليفورنيا. بعد إجراء التعديلات النهائية على الحلقة، أرسلها المخرج التنفيذي كيفن برايت في 11 مايو، أي قبل يومين من الموعد الذي يُفترض أن تعلن به «إن بي سي» الجدول. انطلاقًا من إعجاب «إن بي سي» الشديد بالحلقة، طلبت 12 حلقة أخرى من الموسم الأول للمسلسل. شاهد الحلقة 22 مليون مشاهد، ما جعل فريندز البرنامج الخامس عشر الأكثر مشاهدة في ذلك الأسبوع. قارن النقاد البرنامج بشكل غير مواتٍ مع ساينفيلد وإيلين مشيرين إلى أوجه التشابه بين المسلسلات الثلاثة في تصوير أصدقاء يتحدثون مع بعضهم عن حياتهم.

## الحبكة
تتعرض مونيكا غيلر للسخرية من قبل أصدقائها فيبي بوفيه وتشاندلر بينغ وجوي تريبياني في مقهى سينترل بيرك قبل خروجها في موعد مع بول «رجل النبيذ». يأتي أخوها روس غيلر إلى المقهى مستاءً بعد أن انتقلت زوجته السابقة، التي اكتشف مؤخرًا أنها مثلية الجنس، من المنزل إثر طلاقهما لتبدأ حياة جديدة مع شريكتها سوزان. تأتي فجأة إلى المقهى شابة مرتديةً فستان زفاف مبلل، تعرّفها مونيكا إلى البقية على أنها صديقتها القديمة من المدرسة الثانوية، رايتشل غرين، التي تخبر الآخرين بأنها تركت خطيبها في المذبح هاربةً. بعد أن يمنع والد رايتشل عنها المال، تقبل مونيكا على مضض أن تقيم رايتشل معها.
في الوقت نفسه، يواسي تشاندلر وجوي روس خلال مساعدتهما له في توضيب أثاثه الجديد. يبدأ روس بالتساؤل حول إمكانية عثوره على «امرأته المنشودة». تخرج مونيكا مع بول في موعدهما الأول، وفي حين أنه يبدو محترمًا ولطيفًا، تكتشف من إحدى زميلاتها أنه يتمتع بسمعة كزير نساء، ما يخيب آمالها في أن تظفر لنفسها بحبيب. بينما تذهب مونيكا للنوم، يتحدث روس إلى رايتشل ويعترف لها بأنه كان معجبًا بها عندما كانا في المدرسة الثانوية، فتخبره بأنها كانت تعلم ذلك. ومن ثم يطرح عليها فكرة أن يخرجا في موعد يومًا ما، وسرعان ما يغادر الشقة وهو يشعر بالأمل ببداية جديدة له.
في المشهد الأخير، يكون الأصدقاء جميعًا في مقهى سينترل بيرك يتناولون القهوة مع رايتشل، التي تبدأ حياتها الجديدة نادلةً في المقهى نفسه.

## وصلات خارجية
- الحلقة التجريبية (فريندز) على موقع IMDb (الإنجليزية)
- الحلقة التجريبية (فريندز) على موقع روتن توميتوز (الإنجليزية)
- الحلقة التجريبية (فريندز) على موقع أول موفي (الإنجليزية)

- «The Pilot» على قاعدة بيانات الأفلام على الإنترنت
- "The Pilot" على تي في.كوم